# یرتسوو

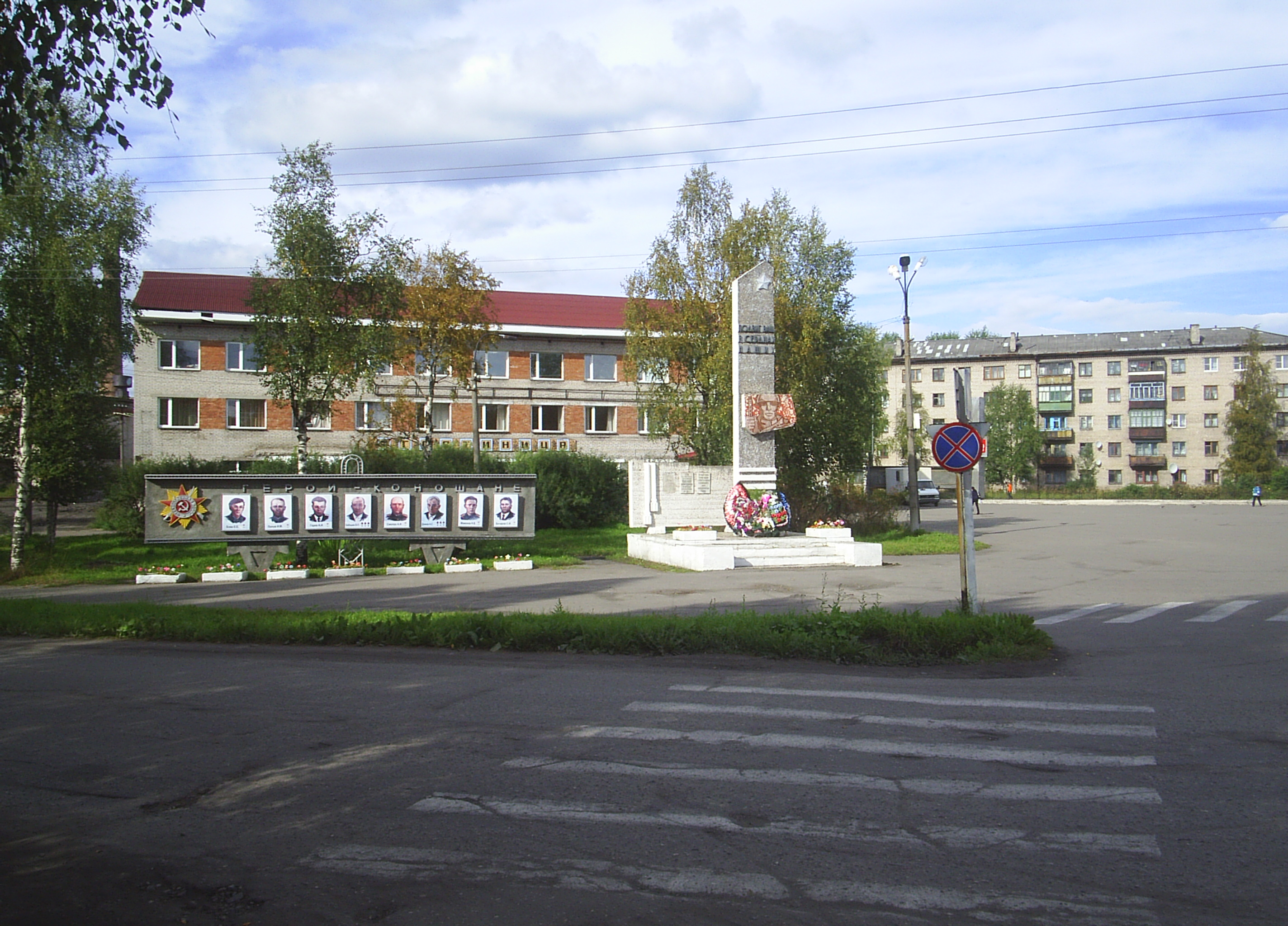
نمایی از تابلو افتخار روستای یرتسوو

یرتسوو (به لاتین: Yertsevo) یک روستا در کشور روسیه است که در استان آرخانگلسک واقع شده‌است.